# CHAdeMO
A CHAdeMO egy elektromos autók egyenáramú villámtöltő szabványának márkaneve. 
Az azonos nevű szervezetet 2010-ben hozta létre öt japán nagyvállalat azzal a céllal, hogy egységesítsék a hazai gyártmányú elektromos autók villámtöltési technológiáját. Speciális csatlakozóján keresztül maximum 62,5 kW töltési teljesítmény érhető el vele. A jelenleg piaci forgalomban lévő, elsősorban városi közlekedésre tervezett autók 15-40 kWh kapacitású akkumulátorát teljesen lemerült állapotról 80%-ra nagyjából 20-45 perc alatt képes feltölteni. Az elnevezés is részben erre a gyorsaságra utal. Egyrészt a "CHArge de MOve" rövidítése, ami szabad fordításban tulajdonképpen elektromos közlekedést jelent, másrészt egy japán szójáték. Az "O cha demo ikaga desuka"  magyarul annyit tesz: "Mit szólna egy kis teához?". Utalva ezzel arra, hogy az elektromos autó feltöltése CHAdeMO-val mindössze egy tea kényelmes elfogyasztásának idejét veszi igénybe.
A szabvány eleinte természetesen Japánban terjedt el, majd Észak-Amerikában és Európában is. Világszerte jelenleg (2018. április) 18.449 CHAdeMO csatlakozó van üzembe helyezve, amely szám gyorsuló ütemben növekszik. Ebből 7253 Japánban, 6633 Európában és 2419 az Egyesült Államokban.
Magyarországon az első ilyen rendszerű töltőberendezést 2012. április 4-én adták át. Ez Budapest 12. kerületében az Istenhegyi úti MOL benzinkúton található, és 2018. július végéig bárki számára ingyenesen elérhető volt. Ezt követően a szolgáltatásért már fizetni kell.
2018 áprilisáig összesen 56 CHAdeMO csatlakozó létesült Magyarországon. Ezek egy része korlátozott hozzáférésű, vagy csak bizonyos taxitársaságok elektromos gépjárművei számára tartják fent.

## Története
A CHAdeMO Szervezetet a Toyota, a Nissan, a Mitsubishi, a Fuji Heavy Industries, Ltd. és a Tokyo Electric Power Company, Inc. hozta létre 2010. március 15-én. A technológia kifejlesztésének kezdete egészen 2005-ig nyúlik vissza. Négy év laboratóriumi munka után 2009-ben helyezték üzembe az első nyilvános töltőállomást Japánban. Még ugyanebben az évben megjelent az első sorozatgyártású elektromos autó a Mitsubishi i-MiEV, amely CHAdeMO csatlakozóval rendelkezett. 2010-ben csatlakozott hozzá az azóta legsikeresebb villanyautóvá vált Nissan Leaf is. Összesen 12 autómárka gyárt ilyen töltési lehetőséggel gépjárműveket.[forrás?]
2015. január 1-től az Európai Elektrotechnikai Szabványügyi Bizottság (CENELEC) európai szabvánnyá minősítette a CHAdeMO-t tovább segítve ezzel a rendszer terjedését Európa-szerte.

## Technológia

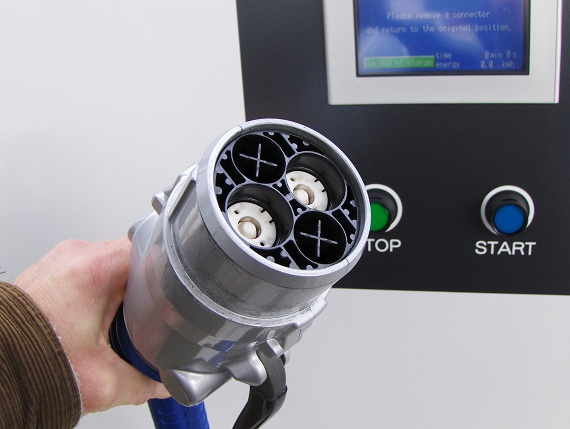
Egy CHAdeMO dugó

A legtöbb elektromos meghajtású illetve tölthető akkumulátorral rendelkező hibrid autó fedélzeti töltőberendezéssel ellátva kerül forgalomba. Ennek segítségével a szinte mindenhol elérhető hagyományos váltóáramú hálózatról is feltölthető a gépkocsi. A módszer egyik fő hátránya a kis teljesítmény. A Nissan Leaf például gyárilag 3,3 kW-os, felár ellenében 6,6 kW-os fedélzeti töltővel érhető el. Még a nagyobb teljesítményű változattal is kb. 5 órát vesz igénybe a teljesen lemerült akkumulátor (30 kWh-s változat) feltöltése.
Mivel az akkumulátorok egyenáramot szolgáltatnak és egyenárammal is tölthetők fel mindenképpen szükség van egy a hálózati feszültséget egyenirányító töltőberendezésre. Egy kellően nagy teljesítményű (>50 kW) töltő méreténél és áránál fogva sem alkalmas arra, hogy a gépjárműbe telepítsék. Ilyenkor magának a töltőállomásnak kell rendelkeznie a nagyteljesítményű egyenáramú kimenettel. Ilyen technológia a CHAdeMO is, amely maximum 500 volt egyenfeszültség mellett maximum 125 amper áramerősséggel képes a rácsatlakoztatott elektromos autó töltésére. A legtöbb esetben a kimeneti teljesítményt 40-50 kW-ra korlátozzák. A budapesti Istenhegyi úti állomáson például két jármű egyidejű töltésére van lehetőség egyenként legfeljebb 50 kW teljesítménnyel.

## Csatlakozó dugalj bekötése

CHAdeMO dugalj szemből

| Csatlakozó sorszáma | Leírás                                      | Csatlakozó átmérője (mm) | Vezeték keresztmetszete (mm²) |
| ------------------- | ------------------------------------------- | ------------------------ | ----------------------------- |
| 1                   | referencia föld a szigetelés ellenőrzéséhez | 1,6                      | 0,75                          |
| 2                   | ellenőrző relé (1)                          | 1,6                      | 0,75                          |
| 3                   | nincs bekötve                               | 1,6                      | -                             |
| 4                   | töltésre kész állapot ellenőrző             | 1,6                      | 0,75                          |
| 5                   | töltőáram (-)                               | 9,0                      | 150 A : 42,4 250 A : 53,5     |
| 6                   | töltőáram (+)                               | 9,0                      | 150 A : 42,4 250 A : 53,5     |
| 7                   | csatlakozás ellenőrző                       | 1,6                      | 0,75                          |
| 8                   | kommunikáció (+)                            | 1,6                      | 0,75                          |
| 9                   | kommunikáció (-)                            | 1,6                      | 0,75                          |
| 10                  | ellenőrző relé (2)                          | 1,6                      | 0,75                          |

## CHAdeMO-val tölthető gépjárművek
- BMW i3 (csak a japán kivitel)
- Citroën C-Zero
- Citroën Berlingo EV
- Honda Fit EV
- Kia Soul EV
- Mazda Demio EV
- Mitsubishi i-MiEV
- Mitsubishi Minicab MiEV
- Mitsubishi Outlander PHEV
- Nissan Leaf
- Nissan e-NV200
- Peugeot iOn
- Peugeot Partner EV
- Subaru Stella EV

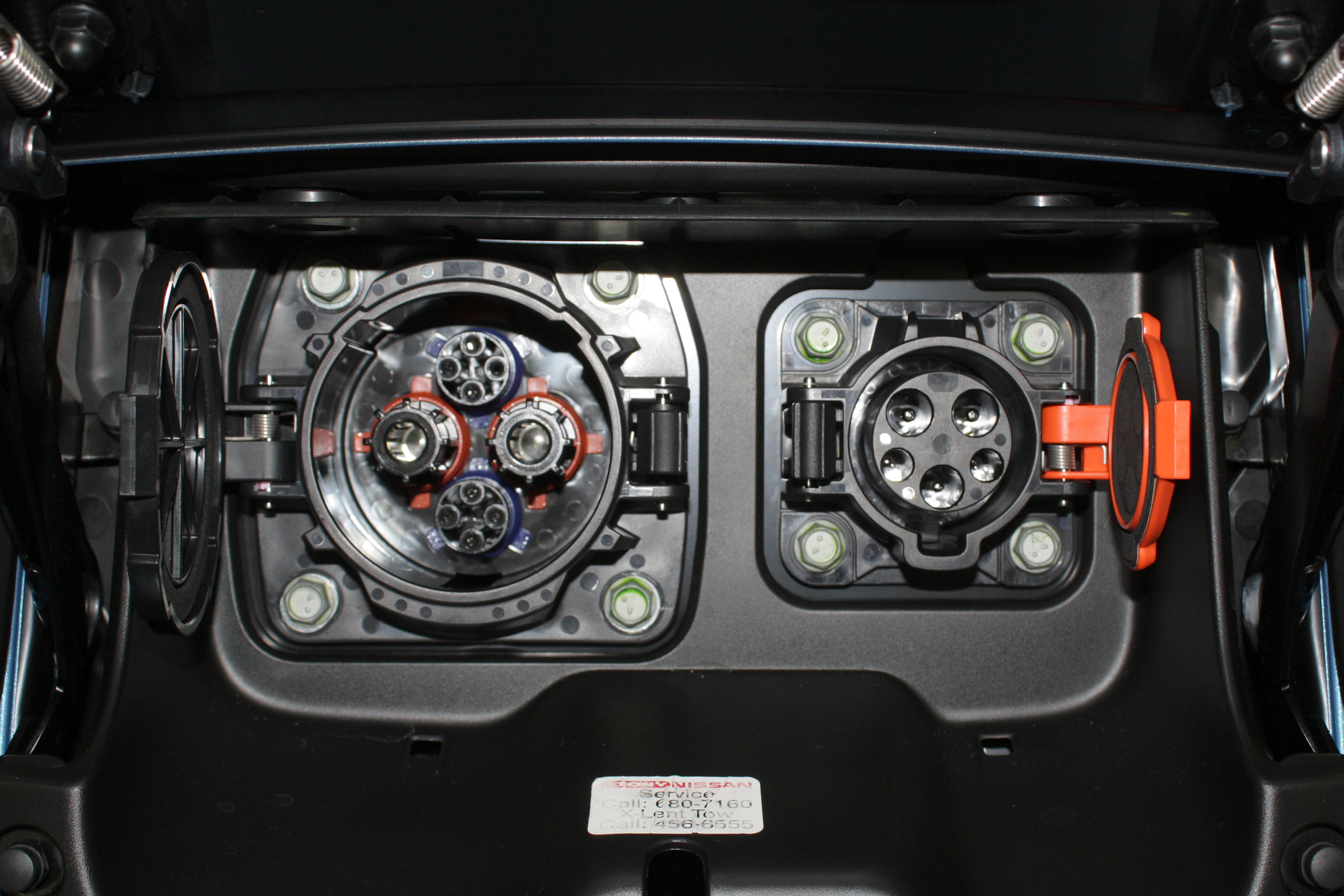
CHAdeMO dugalj bal oldalon és egy SAE J1772 dugalj (Type 1) jobb oldalon a Nissan Leaf csatlakozó paneljén

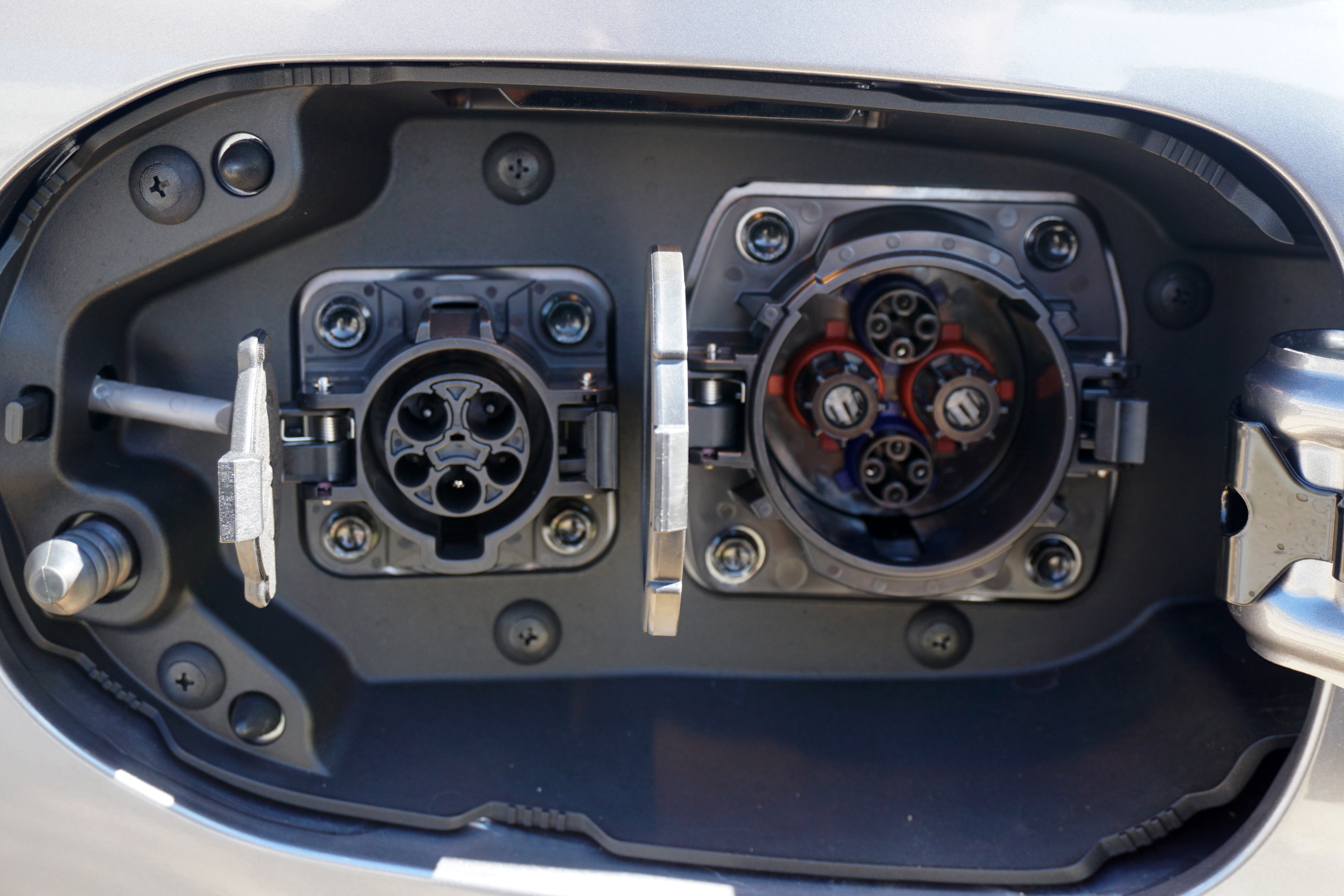
CHAdeMO dugalj jobb oldalon és egy SAE J1772 dugalj (Type 1) bal oldalon a Mitsubishi Outlander PHEV tölthető hibridautó csatlakozó paneljén

- Tesla Model S (külön beszerezhető CHAdeMO adapteren keresztül)
- Tesla Model X (külön beszerezhető CHAdeMO adapteren keresztül)
- Toyota eQ
- Zero Motorcycles (választható lehetőség)